# Storm Shadow
Storm Shadow é um míssil de cruzeiro furtivo franco-britânico, de baixo altitude e longo alcance, lançado do ar, desenvolvido desde 1994 pelas empresas Matra e British Aerospace, e fabricada pelo consórcio europeu MBDA. "Storm Shadow" é o nome britânico para a arma; na França é chamado de SCALP-EG (que significa "Système de Croisière Autonome à Longue Portée – Emploi Général"; em português: "Sistema Autônomo de Mísseis de Cruzeiro de Longo Alcance - Uso Geral"). É baseado no míssil de cruzeiro anti-pista Apache, desenvolvido na França, mas difere por carregar uma ogiva unitária em vez de munições cluster.
Para atender ao requisito emitido pelo Ministério da Defesa francês de um míssil de cruzeiro mais potente, capaz de ser lançado de navios de superfície e submarinos e capaz de atingir alvos estratégicos e militares de distâncias estendidas com precisão ainda maior, a MBDA France iniciou o desenvolvimento do Missile de Croisière Naval ("Míssil de Cruzeiro Naval") ou MdCN em 2006 para complementar o SCALP. O primeiro teste de queima ocorreu em julho de 2013 e foi bem-sucedido. O MdCN está operacional nas fragatas francesas FREMM desde 2017 e também equipa os submarinos de ataque nuclear Barracuda, entrando em serviço operacional em 2022.
Em 2017, foi assinado um contrato conjunto para atualizar os respectivos estoques de Storm Shadow/SCALP em serviço francês e britânico. Espera-se que tais atualizações sustentem o míssil até sua retirada planejada de serviço em 2032. O FC/ASW, atualmente em desenvolvimento pelos dois países, pretende substituí-lo.